# 西摩洛语
西摩洛语，又稱峨努語（自稱：ŋɔ31ŋjv̩31），是中国哈尼族语言之一，属于彝语支的南部分支。

## 分布
哈尼族中有大约1万4千人使用此种语言，分布在中国云南的墨江、江城和绿春县。其中西摩洛语主要在云南墨江哈尼族自治县中南部的雅邑乡使用，当地的居民多被划分为哈尼族，汉族，彝族和傣族。在雅邑乡西摩洛语的使用人数有八千多人，主要分布在雅邑、徐卡、南温、座细和 南泥湾各村。在下洛浦、巴嘎和坝利村也有少量人使用。